# 井上康
井上 康（いのうえ こう、1967年2月24日 - ）は、神奈川県出身の俳優。身長180cm、体重74kg。

## 出演

### テレビドラマ
- 暴れん坊将軍III 第121話「無念を晴らした南蛮大魔術!」（1990年、テレビ朝日） - 清吉 役
- 月曜ミステリー劇場
  - 「ペットシッター沢口華子の事件簿」（2001・2004年） - 緒方刑事 役
  - 「税務調査官・窓際太郎の事件簿9」（2002年） - 中田秘書 役
- 獄門島（2003年） - 潮つくり・竹蔵 役
- 火曜サスペンス劇場
  - 「朝比奈周平ミステリー3」（1992年） - 三浦刑事 役
  - 「弁護士・朝日岳之助20」（2003年） - 沖原刑事 役
- 金曜エンタテイメント
  - 「ニュースキャスター沢木麻沙子」（1999 - 2002年） - 橋口警部補 役
- 女と愛とミステリー
  - 「監察医・篠宮葉月 死体は語る」
    - 第3作（2003年） - 水上基一 役
    - 第6作（2005年） - 長谷部真治 役

  - 「捜査検事・近松茂道3」（2004年） - 富樫浩一 役
- 水曜ミステリー9
  - 「猪熊夫婦の駐在日誌」（2004 - 2007年）
    - 第1作 - 宮沢伸一 役
    - 第2作 - 森田慎司 役
    - 第3・4作 - 山村刑事 役

  - 「介護ヘルパー紫雨子の事件簿1」（2012年） - 吉本直哉 役
- 月曜ゴールデン
  - 「駅弁刑事・神保徳之助」（2007年 - 2017年） - 堀口貞文 役
  - 「イソベン・里村タマミの事件簿2」（2013年） - 峯田繁之 役
  - 「血痕 警科研・湯川愛子の鑑定ファイル4」（2013年） - 山下篤志 役
  - 「弁護士高見沢響子12」（2014年） - 中島繁行 役
- 土曜ワイド劇場
  - 「牟田刑事官事件ファイル31」（2004年） - 黒木刑事 役
  - 「温泉医ぽっかや診療所事件カルテ4」（2004年） - 松山剛志 役
  - 「逆転報道の女4」（2014年） - 小峰学 役
- 月曜名作劇場
  - 「陰の季節2」（2016年） - 益川剛 役
  - 「信濃のコロンボ5」（2017年） - 牧田祐三 役
- 黒い太陽（2006 - 2007年） - 立花真一 役
- 7人の女弁護士（2008年） - 津村祐介 役
- サギ師リリ子（2009年） - 山下孝好 役
- 相棒
  - （2010年） - 林正高 役
  - （2019年） - 松下涼介 役
  - season23（2025年）
- ストロベリーナイト (テレビドラマ)（2012 - 2013年） - 遠山義行 役
- POWER GAME〜パワーゲーム〜（2013年） - 浅見忠臣 役
- DOCTORS〜最強の名医〜（2015年） - 須田克也 役
- 天使のナイフ（2015年） - 大森副店長 役
- 死の臓器（2015年） - 阪本寿史 役
- 99.9-刑事専門弁護士-（2016年）
- PTAグランパ!（2017年） - 吉村貞夫 役
- ミス・ジコチョー〜天才・天ノ教授の調査ファイル〜（2019年） - 中本浩介 役
- スキャンダル専門弁護士 QUEEN（2019年） - 吉田健二 役
- 刑事7人（2019年） - 岡崎誠 役
- だから殺せなかった（2022年） - 後藤田良一 役
- オクラ〜迷宮入り事件捜査〜 第1話（2024年10月8日、フジテレビ） - 医師 役
- アイシー〜瞬間記憶捜査・柊班〜 第1話・第9話（2025年1月21日・3月18日、フジテレビ） - 捜査一課管理官 役[1]